# Distrugerea instalațiilor industriale petroliere din sudul României în 1916
Distrugerea instalațiilor industriale petroliere din sudul României în 1916 a reprezentat o acțiune de incendiere și ruinare, după un plan sistematic, în lunile noiembrie și decembrie 1916, a capacităților de producție și exploatare din domeniul industriei petrolului din județele Prahova, Dâmbovița și Buzău, ca urmare al eșecului Armatei României de a apăra Muntenia în fața înaintării trupelor Puterilor Centrale. În același timp, au fost distruse și stocuri de 827.000 de tone de petrol și derivate de petrol.
Această distrugere s-a efectuat cu acordul liderilor politici și militari ai Regatului României la cererea guvernului Marii Britanii, care a fost susținut în acest demers de către celelalte guverne aliate și a survenit după ce anterior cu peste 1 lună, în Dobrogea o cantitate semnificativă de petrol și derivate petroliere românești a fost capturată de inamic intactă, la Constanța. Conducerea acțiunii a revenit ofițerului englez John Norton-Griffiths.[A]
Sabotarea instalațiilor petroliere românești a reprezentat unul dintre cele mai importante acte economice ale Primului Război Mondial. Această acțiune a făcut parte dintre deciziile dureroase și demotivante pentru societatea românească asumate de liderii politici și militari români în timpul Primului Război Mondial, alături de abandonarea capitalei, de retragerea în Moldova și de expedierea Tezaurului Băncii Naționale a României la Moscova.
În același timp evenimentul – care a lipsit Puterile Centrale timp de cinci luni de accesul la resursele petroliere românești, ar putea fi caracterizat drept primul și cel mai mare dezastru ecologic din arealul românesc în timpul secolului XX.
Deși Marea Britanie dăduse anterior repetate asigurări companiilor particulare și statului român că va compensa financiar pierderile rezultate din acțiunea respectivă de distrugere, după sfârșitul războiului plățile în cauză nu au mai fost onorate de către statul englez. Aceasta s-a întâmplat ca efect al invocării de către britanici a necesității compensării datoriilor de război făcute de România. Această experiență a făcut ca România să fie extrem de precaută în ce privește acceptarea unor propuneri similare făcute de autoritățile anglo-franceze în perioada 1939-1940.

## Contextul

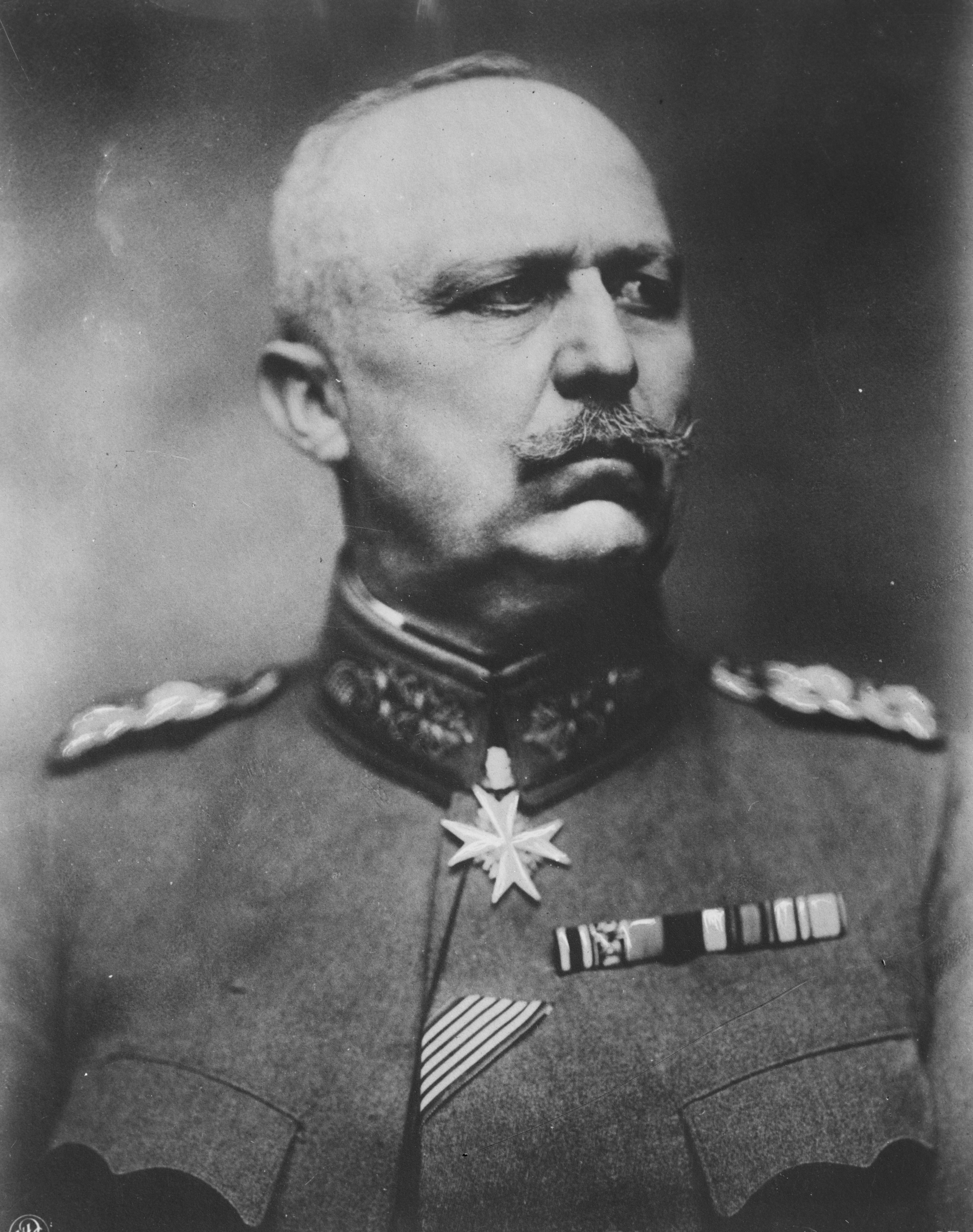
Generalul Erich Ludendorff, Erster Generalquartiermeister al Armatei Germane

Franța și Marea Britanie au impus o blocadă Germaniei și ca urmare, acestea și-au manifestat interesul în a interzice accesul germanilor la resursele românești de petrol.
În timp ce Aliații au reușit pe durata războiului să-și procure necesarul de derivate petroliere, Puterile Centrale s-au aflat într-o situație diferită. Imperiul German era cel mai mare consumator de astfel de resurse, astfel că înainte de 1914 necesarul acestuia era de 1,2 milioane de tone, importate din Statele Unite, Rusia, România și Galiția. Intrarea în război a României a ridicat în fața Germaniei grava problemă a pierderii unor surse vitale de petrol și de cereale. La dispoziția Germaniei au rămas numai sursele de petrol din zona localității galițiene Drohobici, iar lipsa de resurse a determinat modificări în planurile Statului Major General german. Pe fondul lipsei de combustibil, ofensiva trupelor germane a fost îndreptată mai întâi spre Galiția și mai apoi spre România și spre Caucaz. Lipsa de combustibil a făcut necesară ocuparea României cu mare rapiditate, Luddendorf afirmând după intrarea statului român în război că Germania trebuie să învingă România, pentru a putea să supraviețuiască.

## Preambulul din Dobrogea
| “                                                                                             | Și astfel, o evaluare eronată a situației din România la STAVK rusă, a făcut să le rămână inamicilor o mare cantitate de produse petroliere... | ” |
| — Istoricul militar rus Denis I. Kozlov în cartea Flota rusă în campania românească 1916-1917 | |   |

Cu toate că generalul Berthelot ordonase distrugerea conductei de petrol spre Constanța și a rezervoarelor de produse petroliere din portul acesteia, o cantitate semnificativă de petrol și derivate petroliere a fost capturată de germani intactă, în localitate.
În dimineața zilei de 9 octombrie 1916 O. Mumuianu – prefectul județului, a obținut de la comandantul Corpului 47 Armată rus – generalul A.M. Zaioncikovski, aprobarea ca depozitele de petrol să fie incendiate deoarece produsele petroliere care erau stocate la stația de petrol nu mai puteau fi evacuate. Cel desemnat cu ducerea la bun sfârșit al operațiunilor, amiralul rus Patton, nu a dat ordinul de incendiere, ci a avansat pretextul că astfel va salva Constanța de la un dezastru iminent. Comandamentul armatei ruso-române din Dobrogea a evaluat defectuos situația și a sperat în venirea unor întăriri care să facă posibilă recucerirea orașului, astfel că ordinul primit de Comandamentul Flotei Mării Negre a fost acela de a lăsa cele 37 de rezervoare de petrol intacte. Rezervoarele și silozurile din oraș capturate, erau pline.
O lovitură de artilerie, totuși, a făcut ca un rezervor petrolier situat la marginea orașului să ia foc și să explodeze, acoperind câmpul de luptă cu nori uriași de fum negru.[B] Valoarea petrolului și a cerealelor capturate de către armatele Puterilor Centrale din oraș s-a ridicat la un total de 200 de milioane de mărci.
La rândul ei, rafinăria de la Cernavodă a fost capturată cu un stoc de 48 tone ulei de motor, 78 tone motorină, 375 tone benzină, 170 tone țiței brut și 174 tone petrol (lampant). Totalul diverselor produse de acest tip inventariate de Administrația Germană de Etapă la nivelul înregii zone cucerite din Dobrogea, s-a ridicat astfel la 232.000 tone.
Este de menționat că finalizarea instalării administrației germane în Dobrogea s-a produs de abia la sfârșitul lunii februarie 1917. O evaluare inițială făcută înainte de 4 noiembrie 1916 la Constanța – dată la care depozitele au fost bombardate de către nave ruse, a arătat că numai acolo se aflau stocuri de 133.000 tone de benzină, 55.550 de tone de petrol lampant, 27.800 de tone de păcură, 21.390 tone motorină („uleiuri pentru motoare Diesel”), 1.150 tone ulei de motor Au mai fost găsite de asemenea 150 de butoaie, fiecare cu 175 kg de ulei pentru motoare.
Cu toate acestea, un al doilea inventar însoțit de noi măsurători și de noi analize a compoziției produselor a scos în evidență faptul că datele primului inventar nu fuseseră în concordanță cu realitatea. Stocurile rămase după atacul flotei ruse – care atac a provocat pierderea a 16.300 tone de petrol, benzină și motorină, s-au ridicat astfel în mod real la 118.214 tone de benzină ușoară și grea, 63 tone de petrol, 10.198 tone de motorină, 32.763 tone de păcură, 149 ulei de motor și 16 tone de naftalină.

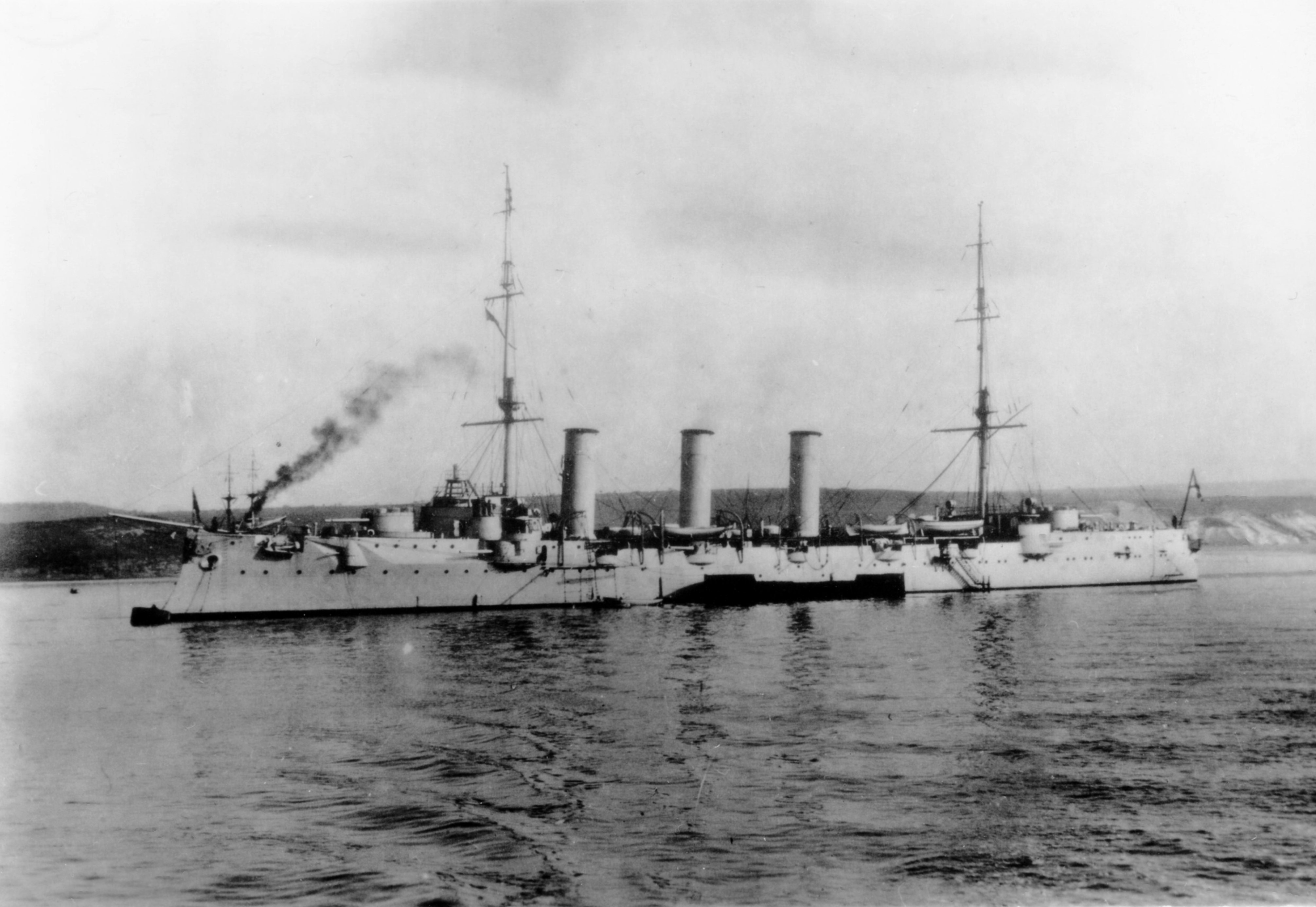
Crucișătorul imperial rus Pamiat' Mercuria

Timpul trecând fără ca ipotetica speranță de recucerire să se materializeze, STAVKA și-a reconsiderat poziția. La 27 octombrie a avut loc o primă tentativă de distrugere cu artileria navală a rezervoarelor constănțene, eșuată din pricină că cele trei distrugătoare care au plecat de la Sevastopol, după ce au înfruntat timp de 2 zile o furtună, au trebuit să se reîntoarcă la bază deoarece nu mai aveau combustibil. Eșecul misiunii l-a determinat pe amiralul Kolceak să trimită, mai înainte de a se calma vremea, un detașament format dintr-un crucișător și trei distrugătoare cu ordinul imperativ de a executa cu orice preț misiunea. Graba cu care operațiunea a fost îndeplinită a determinat ca în condiții de vreme rea să lipsească sprijinul aviației, iar în contextul unei mări agitate și a lipsei de sisteme de stabilizare pentru tunurile navale, tragerile nu aveau cum să fie eficace. Detașamentul a ieșit din Sevastopol la 30 octombrie 1916, dar condițiile pentru apropierea de port și pentru trageri (cer acoperit de nori și vânt dinspre nord-est cu forța 5-6) erau neprielnice. În dimineața zilei de 1 decembrie 1916 la ora 6:28 crucișătorul Pamiat' Mercuria a deschis focul asupra Constanței. Deși s-au remarcat incendii, tragerea executată foarte nervos și dezordonat a fost fără rezultate notabile, iar germanii au ripostat cu o baterie de coastă adusă chiar înainte de raidul navelor ruse. Un nou atac cu două distrugătoare din grupul de acoperire al detașamentului de atac a fost executat între orele 07:17 și 8:00, tot fără a obține rezultate concludente. Acțiunea flotei ruse a determinat însă germanii să întărească artileria de coastă.
| Distrugătoare și torpiloare participante la raidurile asupra rezervoarelor de petrol de la Constanța |
| --- |
| - Distrugătorul Bîstrîi - Distrugătorul Derzkii - Distrugătorul Gromkii - Distrugătorul Pîlkii - Distrugătorul Popeșnîi - Distrugătorul Pronzitelnîi (ajutați Wikipedia și găsiți imaginea) - Distrugătorul Sciastlivîi - Torpilorul Jarkii (ajutați Wikipedia și găsiți imaginea) - Torpilorul Jivoi (ajutați Wikipedia și găsiți imaginea) |

Crucișătorul Pamiat' Mercuria împreună cu un distrugător și două torpiloare au plecat de la Sevastopol într-un nou raid, la data de 3 noiembrie.

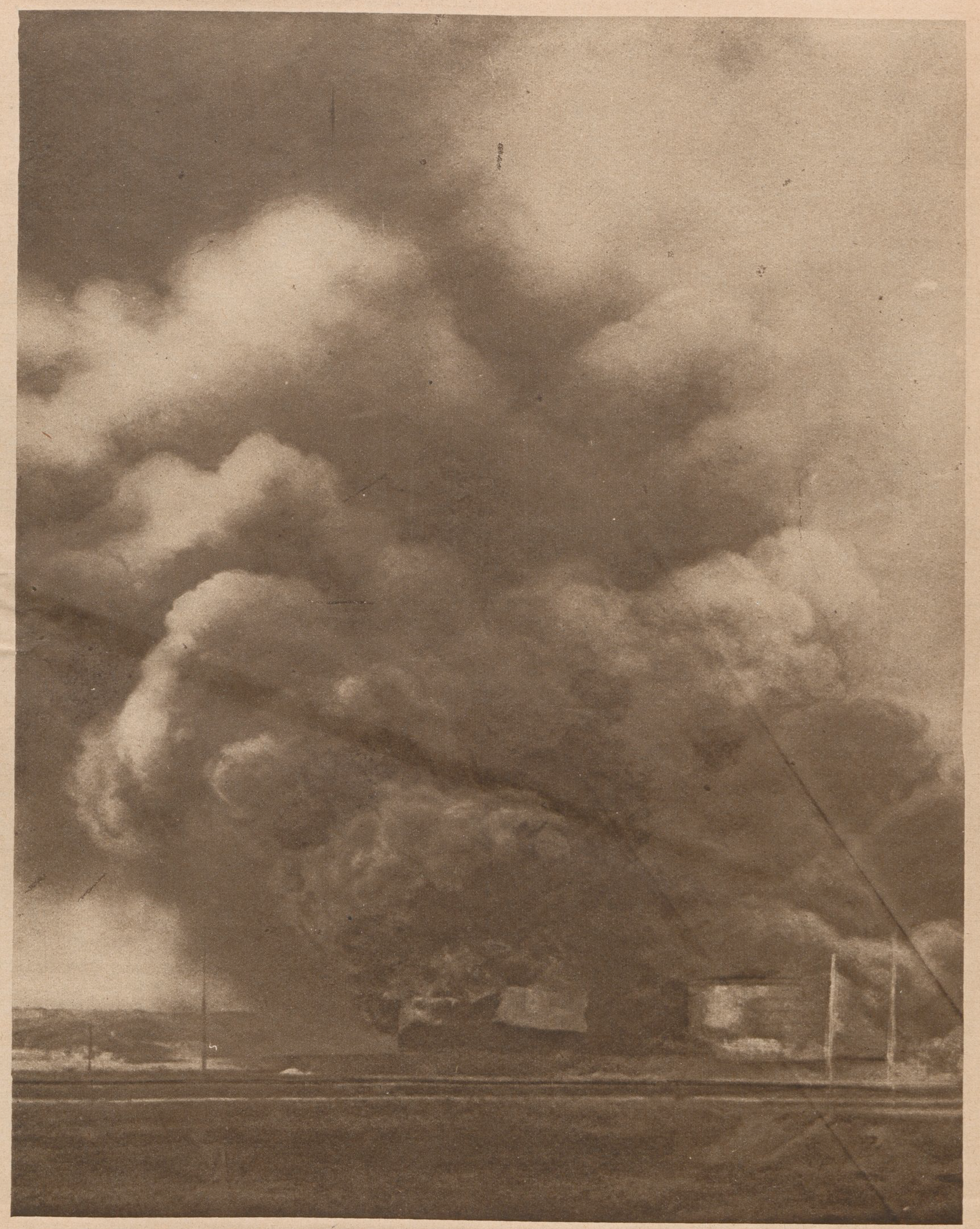
Rezervor de petrol din portul Constanța, incendiat.

Atacul naval asupra Constanței – desfășurat de această dată cu mai mult succes, a avut loc împotriva unei apărări superioare la care și-au adus contribuția, exceptând bateriile de coastă (în număr de două), și câmpurile de mine și două hidroplane germane. Astfel, artileria crucișătorului a început să tragă asupra portului în dimineața zilei de 4 noiembrie în jurul orei 6:36, ducând la aprinderea unor rezervoare din care au fost distruse șapte, iar cinci au fost avariate. După istoricul militar rus Denis Kozlov, totalul rezervoarelor aprinse ar fi fost nu de 12, ci de 15. Vasele s-au reîntors la Sevastopol în dimineața zilei de 5 noiembrie. S-au pierdut atunci 16.300 tone de petrol și derivate.
Într-un alt raid din luna noiembrie, două distrugătoare ruse au executat trageri atât asupra rezervoarelor cât și asupra silozurilor de cereale.
La 2 decembrie, două distrugătoare cu baza la Sulina au reluat acțiunea, după ce Statul Major al Flotei Mării Negre a primit de la STAVKA o telegramă ce sintetiza preocupările Aliaților privind căderea în mâna inamicului a rezervelor de petrol și benzină.

## Preludiul în Muntenia
Rezervele românești de cereale și petrol existente au preocupat guvernul britanic în contextul deteriorării situației militare românești, nefiind de dorit ca aceste resurse să fie lăsate la mâna inamicului. Astfel, la data de 31 octombrie 1916 autoritățile centrale de la Londra au luat în discuție necesitatea distrugerii infrastructurii industriale petroliere, a rezervelor de petrol și de grâu românești. În acest context, generalul George Macdonogh – conducătorul secțiunii britanice de informații militare MI7b, l-a trimis pe locotenent-colonelul John Norton-Griffiths în România cu scopul de a conduce operațiunile care erau necesare în acest sens. Întâlnirea cu acesta a avut loc la 4 noiembrie 1916.[C]
Griffiths a călătorit împreună cu ordonanța sa mai întâi pe mare spre Norvegia și de aici a trecut în Suedia. Ulterior s-a îndreptat spre Sankt Petersburg, de unde a luat trenul spre București, sosind în capitala României la 18 noiembrie 1916.

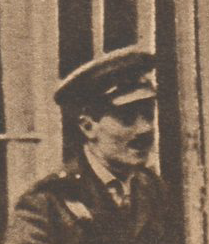
Christopher Birdwood Thomson – atașat militar al Marii Britanii la București, aici în ianuarie 1917.

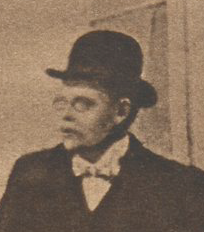
Ambasadorul Marii Britanii în Regatul României – Sir George Head Barclay, aici în ianuarie 1917.

La sfârșitul anului 1916, colapsul militar românesc era pe punctul de a determina trecerea în posesia trupelor germane, a circa 1.500.000 de tone de petrol și a circa 7,500,000 de tone de cereale. În data de 15 noiembrie 1916 atașatul militar engez din România, colonelul Christopher Thompson, a primit instrucțiuni de la Ministerul de Război britanic să convingă atât autoritățile române cât și pe directorii rafinăriilor Standard Oil și Royal Dutch Shell — cu acționari din state neutre, de necesitate distrugerii principalei resurse a țării, petrolul.
După ce la 18 noiembrie Grifith a sosit în București, la 19 noiembrie 1916 ministrul român al Afacerilor Externe Emanoil Porumbaru l-a informat pe Ion I. C. Brătianu, că ambasadorul englez din România i-a solicitat să fie luate măsuri pentru ca rezervele de petrol, sondele și rafinăriile românești să fie distruse. De asemenea, l-a informat că guvernul englez atribuia acestui act o importanță de prim ordin, în condițiile în care durata războiului urma să depindă de acest act. În acest context, guvernele francez și englez se angajau să compenseze guvernului român pierderile rezultate ca efect al acestei măsuri. Luarea unei măsuri radicale în privința cerealelor și petrolului aflate pe punctul de a cădea în mâna trupelor inamice a fost întâmpinată însă cu ezitări de către autoritățile române. Thompson a obținut cu greutate acordul semnat de primul-ministru Brătianu și de șeful Marelui Stat Major. Înarmat cu acest aviz, a pornit să negocieze operațiunile de distrugere pe care avea să le supravegheze ulterior.[D]

## Operațiunea din Muntenia
Deși de supravegherea acțiunii de distrugere s-a ocupat colonelul Christopher Thomson, de execuția propriu-zisă a acesteia s-a ocupat locotenent-colonelul Griffiths, ambii lucrând sub deviza „noi plătim totul”. Griffiths și-a împărțit echipa în două, delegându-l pe căpitanul englez J. Pitt să se ocupe de distrugerea depozitelor de cereale și a unor mașini și utilaje cu potențial de a fi utile germanilor. De abia pe 10 decembrie Grifiths s-a alăturat activității lui Pitt, pentru a distruge silozurile de cereale de la Brăila.

### Pregătirile

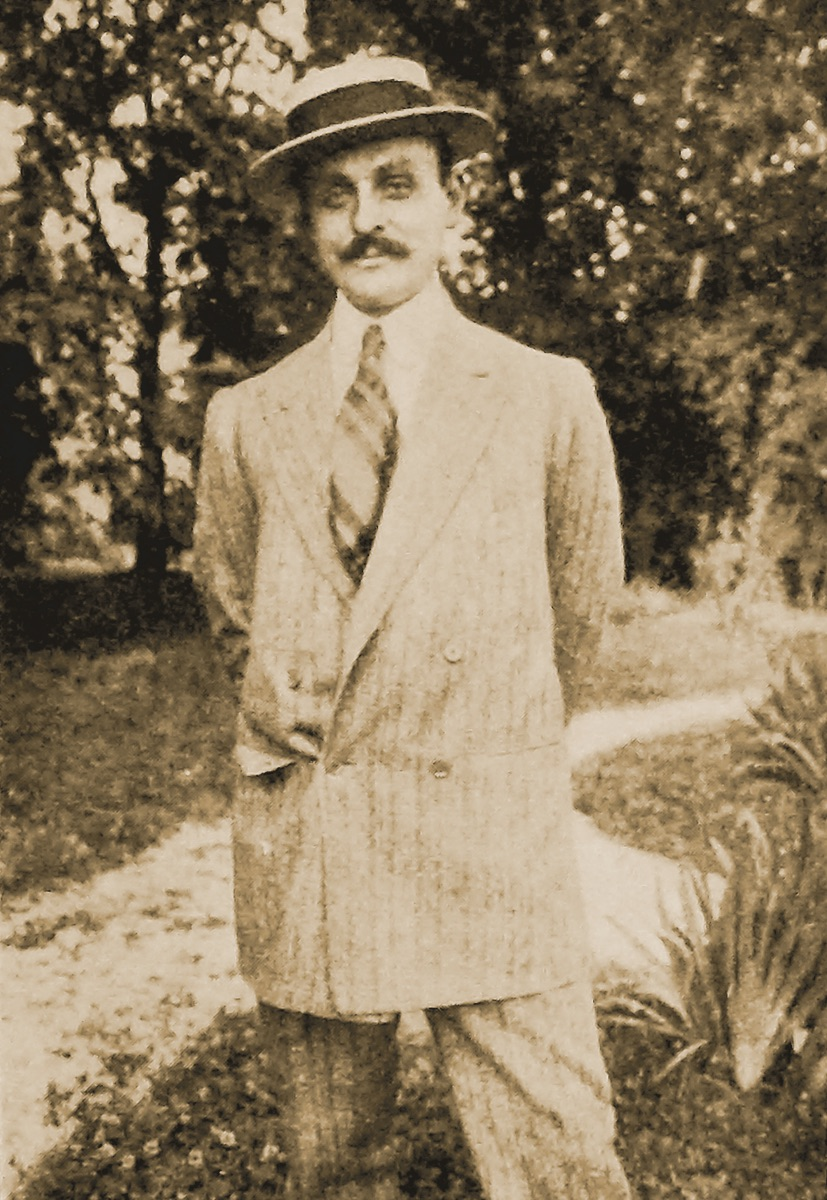
Prințul George Valentin Bibescu, cel care l-a însoțit pe tot parcursul misiunii sale pe Griffiths

În prima săptămână după venirea în România, Griffiths s-a preocupat de vizitarea zonelor petroliere și de culegerea de informații de la autorități. Acestuia – dată fiind misiunea pe care o avea de efectuat, nu i s-a făcut o primire prea bună și, pentru că nu i s-a pus la dispoziție un mijloc de locomoție, a trebuit să se descurce apelând la mașini de transport private puse la dispoziție de bancherul J. Chrissoveloni și de prințul Valentin Bibescu, ultimul însoțindu-l cu mașina personală pe tot parcursul misiunii sale. I s-a propus să fie în același timp inclus într-o comisie mixtă româno-franceză care fusese creată la 23 noiembrie pentru a superviza distrugerea capacităților petroliere, dar englezul a refuzat oferta realizând că respectiva comisie era doar o modalitate de a trage de timp În opinia lui Griffiths, exista un optimism exagerat care circula în rândul militarilor și al politicienilor locali. Aceștia sperau într-o fantomatică ameliorare a situației militare prin stabilizarea frontului și oprirea înaintării trupelor inamice, iar opoziția întregului guvern român era extrem de fermă în ce privește asumarea obiectivelor pentru care Griffiths se afla în România.
Griffiths – fără a aștepta prezumatele victorii militare, a intrat în negocieri directe cu directorul de la Standard Oil (E. J. Sadler) pentru a eficientiza operațiunile care aveau să se declanșeze. De asemenea, a făcut demersuri prin intermediul directorului MI7b să influențeze compania Royal Dutch Shell – care avea o participație semnificativă în acționariatul rafinăriei Astra Română. Conform opiniei lui Griffiths este posibil ca negocierile respective să fi influențat politicienii din Guvernul României să ia o decizie tranșantă, astfel că în seara zilei de 25 noiembrie guvernul și-a dat acceptul pentru distrugerea stocurilor de petrol și a trimis instrucțiuni corespunzătoare comisiei guvernamentale care fusese însărcinată să ia o hotărâre privind modalitatea de neutralizare a facilităților petroliere. Ca efect, negocierile cu cele două companii au fost sistate.
La data de 25 noiembrie 1916 a contactat la Ploiești pe inginerii britanici care urmau să se alăture operațiunilor sale cu acordul comisiei guvernamentale. Presat de scurtul timp ce îi rămăsese ca urmare al înaintării trupelor germane și de resursele insuficiente pe care le-a avut la dispoziție, Griffiths a decis ca acțiunea de informare și evaluare prealabilă să se desfășoare concomitent cu cea de distrugere.
La 26 noiembrie, englezul a ajuns la Târgoviște și a luat pentru prima dată contact cu comisia care miza pe faptul că trupele române vor recuceri la un moment dat zona. Comisia hotărâse să distrugă numai depozitele de petrol și să ascundă sau să îndepărteze, fără a le distruge, dispozitivele esențiale fără de care rafinăriile n-ar fi putut funcționa (dar care după Griffiths, ar fi putut fi ușor înlocuite de germani). Același principiu ar fi urmat să fie aplicat și în ceea ce privește neutralizarea sondelor ale căror suprastructuri ar fi urmat să fie lăsate intacte, iar astuparea puțurilor urmând a se face cu tuburi (ce puteau fi însă ușor extrase ulterior). Împotriva voinței comisiei, Griffiths a susținut că aceste intenții erau o eroare, cu atât mai mult cu cât într-o eventuală retragere, inamicul ar fi urmat să distrugă orice ar fi avut vreo valoare din punct de vedere militar. Ca atare, a solicitat printr-o telegramă generalului Dumitru Iliescu, distrugerea integrală a rafinăriilor. Deoarece nu a primit niciun răspuns clar, Griffiths și Thomson au solicitat părții franceze să influențeze autoritățile române astfel încât acestea să fie de acord cu opinia lor.
Într-o atmosferă locală caracterizată de o ostilitate evidentă din partea locuitorilor zonei, instigați și de opoziția unor filo-germani din zonă cu anumite interese economice, Griffiths a început pregătirile pentru ceea ce avea să urmeze, deși îi lipsea ordinul autorizat de către români prin care s-ar fi putu începe incendierea rafinăriilor. Astfel, la Târgoviște unde era zona cea mai expusă înaintării germane, el a ordonat săparea de șanțuri pentru deversarea petrolului, demontarea și turnarea de beton în instalații și găurirea conductelor. În acest sens a primit concursul directorului britanic al rafinăriei Romanian Consolidated Oilfields – William Guthrie, care cauza acestui motiv a fost arestat de către români (el fiind în scurtă vreme eliberat).

### Distrugerile
Distrugerea rafinăriilor și câmpurilor petrolifere de la Târgoviște, Ochiuri-Răzvad, Moreni, Filipești, Ploiești, Băicoi, Câmpina, Buștenari, Arbănași-Policiori, Berca, Buzău, Gura Ocniței, Țintea și Monteoru, Grifiths a relatat-o într-un raport de 16 pagini, încheiat la 22 ianuarie 1917 și înaintat directorului serviciului militar britanic de informații.

#### Echipa
Pe lângă colonelul Thomson – cel care i-a înlesnit contactul cu autoritățile române, locotenent-colonelul Griffiths a mai fost asistat de câțiva ofițeri englezi, de un ofițer francez, precum și de către prințul Valentin Bibescu, de frații Chrissoveloni și de câțiva ingineri români. În raportul său, Griffiths a ținut să-i facă remarcați pentru determinarea, spiritul de sacrificiu și devotamentul de care au dat dovadă pe următorii:
- Căpitanul român George Valentin Bibescu – atașat cu funcție specială și locotenenții români I. Tănăsescu și A. Țânțăreanu – ingineri de mine atașați din partea Guvernului României (singurii ofițerii români cu această specialitate care s-au aflat la datorie în momentele critice)[48]
- Locotenentul francez Maurice Phillipon, inginer chimist al Misiunii Militare Franceze, specialist în muniții[48]
- Căpitanii englezi Thomas Samuel Masterson și J.Scale și locotenenții englezi Philip Huntigton Simpson și John Thomson Hayward. Este de menționat că unii dintre membrii britanici, care făceau parte din echipa lui Griffiths, au continuat operațiunile până în ultima clipă, făcând față pericolului de a fi capturați, deoarece au rămas între ariergarda trupelor române aflate în retragere și trupele inamice.[49]

„A fost un mare privilegiu să fiu la comanda unor astfel de ofițeri și vă cer să le acordați o atenție specială dat fiind comportamentul lor deosebit.”—Locotenent-colonelul John Norton Griffiths în raportul adresat generalul George Macdonogh – conducătorul secțiunii britanice de informații militare MI7b
Este foarte probabil ca execuția propriu-zisă a operațiunilor de distrugere să fi fost încredințată muncitorilor de la rafinării și de la sonde. De asemenea, au participat jandarmi, alături de polițiști și militari.

#### Procedeele
Griffith a ignorat șovăitoarea Comisie Petrolieră Română și cu personalitatea sa de natură să intimideze, a speriat autoritățile locale. Dacă se întâmpla să întâmpine vreo împotrivire, scotea revolverul și tuna: „- Eu nu vorbesc limba dumneavoastră!”
Puțurile petroliere care funcționau prin pompare au fost astupate dându-se drumul dispozitivelor extractoare în axul acestora. Suplimentar diverse accesorii cu dimensiuni potrivite (chei, unelte, scripeți, bare de metal, bolțuri și alte dispozitive) au fost aruncate în puțuri astfel încât să blocheze țevile. În plus, la puțurile cu un nivel ridicat al petrolului era de așteptat ca nisipul petrolifer să se sedimenteze ulterior în întregul ansamblu de piese aruncate în tuburile de extracție. De asemenea, la fiecare puț de extracție părțile vulnerabile ale pompelor, motoarelor electrice, troliurilor precum și ale altor dispozitive au fost zdrobite cu ciocanele, iar la sfârșit s-a dat foc suprastructurii sondelor. La sondele de foraj, din cauză că diametrul puțurilor era mai mare, s-au folosit pentru astupare diverse scule și dispozitive de dimensiuni mai mari.
Rezervoarelor de lângă sonde li s-a dat foc odată cu acestea. Pentru rezervoarele metalice situate mai la depărtare s-au construit diguri de împrejmuire, după care s-a dat drumul petrolului din tancuri și i s-a dat foc, rezervoarele propriu-zise urmând să explodeze curând după aceea. Instalațiile de pompare precum și piesele de schimb au fost distruse cu baroasele, acordându-se o atenție specială pistoanelor, cilindrilor, roților dințate și ghidajelor. Capetelor de foraj le-au fost îndoite sau zdrobite piesele, dispozitivele extractoare de rezervă au fost dezasamblate, iar barăcilor și depozitelor (construite de obicei din lemn) li s-au dat foc. În situația în care suprastructurile au fost prea aproape de localitate sau de căile de comunicație, s-a apelat la demolarea lor cu topoarele. 
Când a devenit evident, pentru cei cu interese directe în afacerile petroliere din zonă, faptul că măsurile luate de către echipa lui Griffiths urmau să fie radicale, materialele cu potențial de a fi folosite la astuparea puțurilor petroliere au început să dispară din vecinătatea acestora. De asemenea, în multe dintre cazuri muncitorii erau deja evacuați, astfel că problema găsirii unor materiale potrivite s-a agravat. Prin urmare, a fost dificil în scurtele intervale de câteva ore pe care membrii misiunii le-au avut la dispoziție pentru diversele areale, să fie găsite resurse astfel încât să fie asigurată o astupare eficientă a puțurilor. Pe de altă parte membrii misiunii au avut de-a face atât cu opoziția oficialităților locale, cât și cu cea a generalului Voiteanu – care dorea amânarea operațiunii de distrugere. Suplimentar, comisa guvernamentală, care fusese constituită cu același scop, lua propriile sale decizii, astfel că unele rezervoare au fost golite fără a fi aruncate în aer.
Diversele utilaje din rafinării, mașini industriale și laboratoare, au fost distruse cu baroasele, iar în incintele rafinăriilor au fost făcute înainte de incendiere lucrări pregătitoare, construindu-se diguri în jurul rezervoarelor de petrol. De la acestea s-au săpat șanțuri către rezervoarele mari din interiorul rafinăriei, șanțuri care comunicau cu altele ce duceau către instalații. Acolo unde a fost necesar să se protejeze un curs de apă, au fost construite diguri separate în jurul rafinăriei. După ce valvele rezervoarelor au fost deschise, petrolul a fost dirijat dinspre diguri spre șanțurile de comunicație dându-i-se foc, ajungând în acest fel la alte rezervoare care explodau. Acestea din urmă au continuat să alimenteze șanțurile, care au dirijat focul spre instalații.  Dacă unele instalații au fost evaluate ca fi prea vechi pentru a merita să fie incendiate, s-a apelat și la simpla golire a rezervoarelor, lăsându-se petrolul să se scurgă în pământ.

#### Execuția

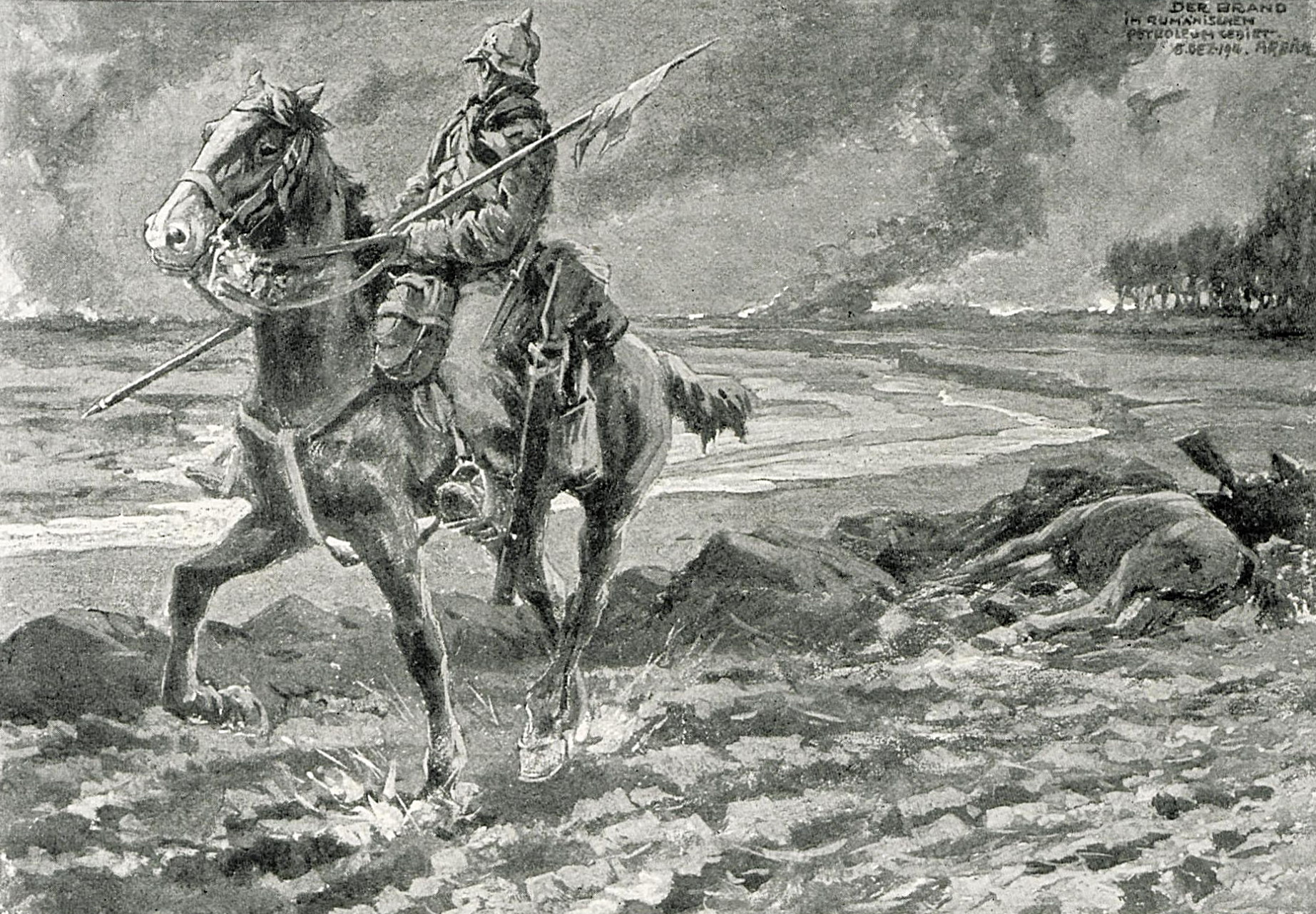
Puțuri petroliere arzând pe valea Prahovei – desen de Albert Reich.

Incendierea a patru rafinării a avut loc la Târgoviște în zilele de 26-27 noiembrie (Roumain Consolidated Oilifields Ltd., Hăiman, Grigorescu și Aurora) acestea fiind urmate de câmpurile petrolifere de la Ochiuri-Răzvad și Gura Ocniței. În perioada 27 noiembrie-31 decembrie a urmat câmpul de la Moreni, unde ca efect al acțiunii comisiei guvernamentale, o serie de rezervoare au rămas intacte după golire. Tot în această zonă, datorită tentativelor comisiei române de a arde stocurile de petrol departe de puțuri, petrolul arzând s-a scurs în valea Cricovului punând în pericol două poduri de lemn pe care se retrăgeau trupele. Profundul dezacord dintre Griffith, partizan al acțiunilor radicale, și comisia guvernamentală, care în lipsa altor instrucțiuni acționa în sensul conservării infrastructurii de extracție a petrolului, aproape că a dus în data de 27 noiembrie la arestarea reprezentanților englezi ai Roumain Consolidated Oilifields Ltd., care se subordonaseră lui Griffiths și începuseră să acționeze în sensul ordinelor acestuia. La 29 noiembrie, Marele Cartier General a dat noi instrucțiuni pentru arealul Moreni, astfel că acțiunea de distrugere a luat un curs agresiv atât în această zonă, cât și la nivelul ultimului câmp petrolifer situat la vest de Prahova, la Filipeștii de Pădure.
Acțiunile de pregătire a distrugerii rafinăriilor de la Ploiești au început la data de 3 decembrie, dar de abia în după-amiaza zilei de 4 decembrie generalul Averescu a notificat administrația județului de acceptul său în ceea ce privește distrugerea completă. Procedurile finale s-au derulat însă doar după evacuarea locuințelor din preajma rafinăriilor. În perioada 5-6 decembrie a avut loc distrugerea celor 13 rafinării din zona Ploieștiului (Aquilla Franco-Română, Astra Română, Orion, Lumina, Norris, Predinger, Standard Oil, Mitrany, Romanian Consolidated Oilfields, Anglo-Continental, Vega, Româno-Americană, Frăția). Cu toate măsurile de precauție luate în timpul acțiunii desfășurate la Astra Română, câțiva oameni au fost carbonizați. Măsuri speciale de precauție au trebuit să fie luate la Lumina, aflată în proximitatea stației de cale ferată și la Predinger, situată în apopierea caselor din periferia Ploieștiului. De asemenea, datorită situării rafinăriei Standard Oil lângă liniile de cale ferată, instalațiile nu au fost incendiate, iar stocurile de petrol au fost dirijate în bazinele situate în câmp deschis, unde li s-au dat foc. Mitrany fiind din punct de vedere tehnologic prea veche și în mare parte deja dezasamblată, i-au fost arse doar stocurile. Restul instalațiile funcționale au fost doar neutralizate, fără a fi arse. Datorită faptului că era situată în plin oraș, Frăției i s-au distrus doar părțile esențiale din instalații și cea mai mare pate din stocuri. O cantitate mică de combustibil a fost lăsată aici intactă, cu scopul de a asigura funcționarea centralei electrice a orașului.
A urmat astuparea puțurilor și arderea câmpului petrolifer de la Băicoi, în zonă fiind făcute nefuncționale vechile instalații ale rafinăriei Aurora și golite stocurile depozitelor Astrei, situate lângă calea ferată pe care trupele Armatei 2 se retrăgeau. Instalațiile telegrafului aflate între tancurile depozitului au făcut imposibilă folosirea focului, astfel că produsele petroliere au fost lăsate să se scurgă în sol. O atitudine similară a fost adoptată și în ceea ce privește tancurile Depozitelor Statului, situate lângă stația de cale ferată. În apropiere au fost distruse și sondele de la Țintea.
La Câmpina a fost distrusă pe lângă puțurile câmpului petrolifer și rafinăria Steaua Română. În noaptea de 5 decembrie s-a dat foc stocurilor acesteia după o prealabilă evacuare a locuințelor din jur, dat fiind că rafinăria era situată în plin oraș și numai după ce ariergarda trupelor române a trecut de localitate. Finalizarea acțiunilor de distrugere s-a consumat concomitent cu intrarea trupelor inamice în oraș. Un depozit al rafinăriei a fost făcut de asemena una cu pământul, la Doftana.
Tot în perioada 4-6 decembrie a fost distrus câmpul petrolifer de la Buștenari. Acolo unde instalațiile de extracție sau rezervoarele au fost prea aproape de sat sau de căile de comunicație, suprastructurile nu au fost distruse prin ardere, ci cu topoarele. Partea finală a acțiunii s-a desfășurat sub amenințarea mitralierelor inamice, care fuseseră instalate pe poziție pe vârful dealului situat în apropiere.
În Prahova au mai fost distruse și alte depozite la Ploiești (în număr de două), precum și la Găgeni, Plopeni, Teleajen și Ceptura. De asemenea, au fost distruse și sondele de la Păcureți, Apostolache și Ceptura.
În zona Buzăului au fost distruse câmpurile petrolifere de la Monteoru, iar la 8 decembrie cel de la Arbănași-Policiori, acesta fiind urmat de cel de la Berca.
După ce Griffiths a plecat spre Brăila pentru a se ocupa de problema distrugerii rezervelor de cereale, la 13 decembrie au fost distruse la Buzău rafinăriile Saturn și Goldenstein (ultima fiind în apropierea șoselei, s-a dat doar drumul petrolului din tancuri iar instalațiile au fost defectate). Tancurile depozitelor Steaua Română – aflat în apropierea stației de cale ferată, Nafta – aflat în proximitatea șoselei pe care se deplasau trupele, precum și unele aparținând Depozitelor Statului – deja golite, nu au putut fi distruse. Petrolul existent în tancurile primelor două depozite a fost dirijat la distanță și ars separat, iar celui încă existent în rezervele statului i-a fost dat foc odată cu tancurile care-l conțineau.

### Rezultatele directe
Un spectacol vizual impresionat cu aspect de joc satanic și apocaliptic, s-a declanșat în același timp cu flăcările care au apărut odată cu incendierea rafinăriilor de la Ploiești și a câmpurilor petrolifere din Prahova.[E]

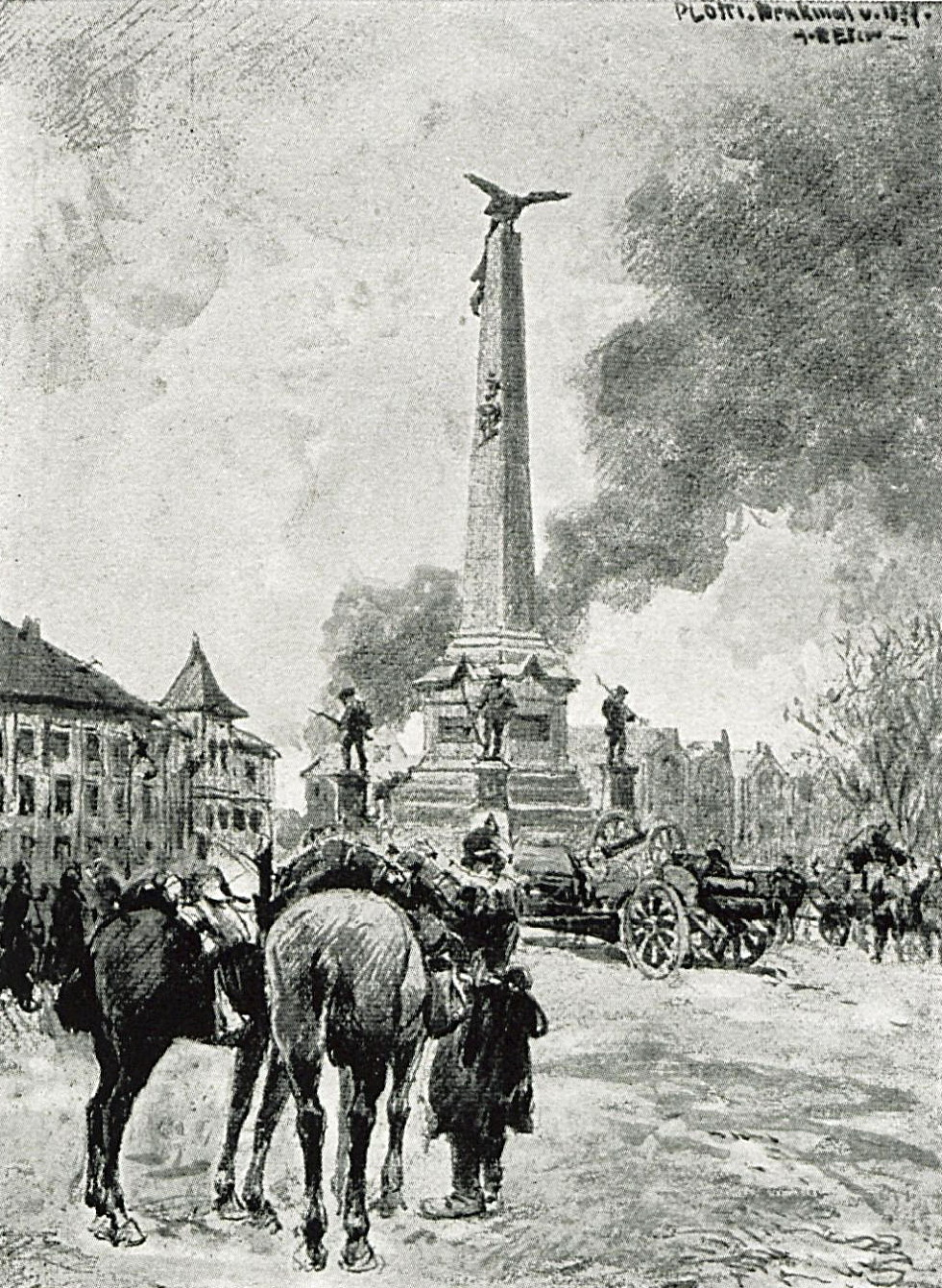
Monumentul Independenței de la Ploiești, proiectat pe fundalul unui incendiu (desen de Albert Reich).

Istoricul Keith Middlemass a estimat că în câteva zile și câteva nopți, au fost aduse pagube mai mari decât cele pe care au putut să le aducă aviația americană în 1944.[F] Conform istoricului Gheorghe Buzatu, în total au fost distruse 1677 de sonde (din care 1047 aflate în curs de producție), 26 de rafinării alături de alte structuri care au ridicat numărul la peste 70 de capacități de rafinare pierdute (Griffiths a menționat însă în raportul său numai 21 de rafinării), precum și tancuri de petrol cu o capacitate de 150.000 de m3 aflate în schele și rafinării. Au fost distruse inclusiv instalațiile anexe. Au ars 827.000 - 830.000 de tone de petrol și derivate petroliere, iar valoarea totală a pagubelor rezultate s-a ridicat la 600.000.000 lei aur. Pagubele au fost însă estimată în 1922 de o comisie mixtă anglo-franco-română la 9.980.527 de lire sterline O altă estimare a istoricului Keith Middlemass, a avansat însă pentru această valoare o cifră de 50.000.000 de lire sterline.
Aproape jumătate din totalul petrolului distrus a fost la Ploiești, unde impactul economic al acțiunii a fost extrem de serios. Cu toate acestea prada de război găsită de trupele ocupante la Câmpina a fost de 29.000 de tone și la Ploiești de 36.00 de tone. Cifra reală este însă mai mare de 65.000 de tone, deoarece nu include cantitățile de produse petroliere găsite la societatea Distribuția.
În ceea ce privește unele rafinării, la Câmpina distrugerile au fost doar parțiale. Aceasta s-a întâmplat atât deoarece instalațiile petroliere se aflau în oraș cât și datorită faptului că operațiunile au fost urmate curând de intrarea germanilor în localitate. Mai mult, ploua, iar întâmplarea a făcut ca un ofițer german din trupele invadatoare să fi fost înainte de război, inginer responsabil cu apărarea contra focului la rafinăria Steaua Română. De asemenea, Standard Oil și mai puțin Vega au fost găsite și ele ulterior de germani, în stare bună de funcționare.
Asupra acțiunii desfășurate a existat adesea o puternică opoziție la fața locului, atât la Târgoviște cât mai ales la Câmpina, dar și la Ploiești. Incendierea a condus și al apariția unor victime umane, chiar Griffiths fiind cât pe ce să-și piardă viața, la Moreni. A fost însă salvat de prezența de spirit a prințului Valentin Bibescu.

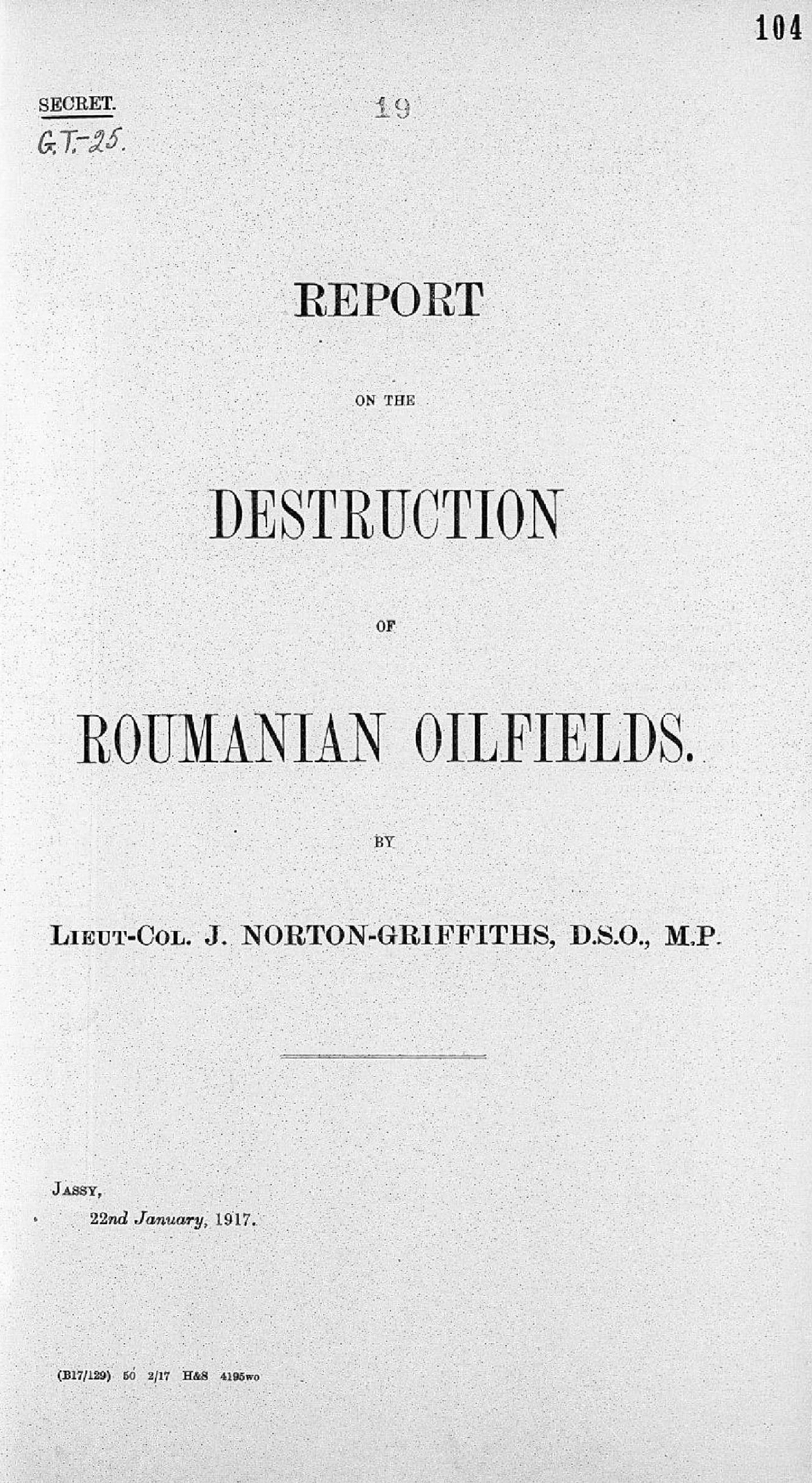
Raportul lui Griffiths despre misiunea sa

### Epilogul
Griffiths a încercat ulterior să-și continue operația de distrugere, pe un teritoriu care nu era în pericol de a fi ocupat imediat, astfel că generalul Berthelot s-a simțit obligată să solicite colonelului Thomson să „modereze ardoarea distructivă a lui Norton-Griffiths”.
Unul dintre ordinele prin care guvernul român l-a autorizat pe Thomson să incendieze petrolul a ajuns în mâna germanilor. Considerându-l răspunzător pentru acte de vandalism, aceștia au pus un preț pe capul său.
În luna ianuarie 1917 ambasadorul englez a confirmat cererea și angajamentul guvernului englez într-o scrisoare adresată lui Take Ionescu, noul Ministru de Externe al României. Tot în ianuarie Griffiths a ajuns la Iași, unde a fost primit de suveranii României și a fost decorat cu Steaua României. De aici a plecat la Petrograd, unde a fost decorat cu de Nicolae al II-lea al Rusiei, iar de acolo s-a întors în Anglia în martie 1917. Aici a fost din nou decorat pentru serviciile sale, devenind cu această ocazie cavaler al Ordinului Băii.
La 22 ianuarie 1917 la Iași fiind, Griffiths a scris un raportul asupra misiunii sale, în care a descris pe larg procesul de distrugere. Acesta a fost desecretizat în 2010 și poate fi consultat în arhivele britanice.

## Urmările distrugerii zonei petrolifere

### Asupra producției de război
Estimările făcute au arătat că întârzierea accesului germanilor la resursele românești de petrol a fost doar de cinci luni, rezultatul eforturilor lui Griffiths determinând însă apariția unor mari probleme și contribuind totuși – conform lui Erich Ludendorff, la reducerea resurselor armatei și ale populației germane. Un oficial de la Foreign Office – diplomatul de carieră Charles Hardinge, a și contestat de altfel eficiența distrugerilor, în contextul în care după șase luni Germania a putut beneficia de resursele de petrol și de cereale ale României.
După cum a și precizat de altfel Luddendorf, petrolul românesc era decisiv pentru Germania. După ocuparea celei mai mari părți a teritoriului românesc, Marele Cartier General german a luat măsuri pentru repararea imediată a distrugerilor, astfel că prima sondă a reintrat în funcțiune în februarie 1917, iar producția și-a reluat ulterior cursul în mod ascendent. Astfel, până în septembrie 1918 fuseseră repuse în funcțiune 492 de sonde (dintre acestea – la sfârșitul lunii noiembrie 1918, 437 produceau 85 % din capacitatea totală), iar rafinăriile Steaua Română, Standard Oil și Vega fuseseră deja repuse în funcțiune în primăvara anului 1917. Fără a-și precupeți eforturile, Administrația Militară Germană a căutat să elimine cu promptitudine efectele dezastrului folosind echipamente aduse din Germania, prizonieri de război români, populația locală și soldați ai trupelor de ocupație (după semnarea Păcii de la București, în locul prizonierilor români au venit prizonieri din Rusia și Ucraina, precum și demobilizați întorși din Moldova). De la o medie a producției zilnice de 4-14 vagoane-cisternă în februarie 1917, s-a ajuns astfel la un maxim de 384 de vagoane-cisterne în iulie 1918, extrăgându-se 436.939 de tone de petrol în 1917 și 1.119.795 de tone în 1918. Un total de 1.140.809 tone de produse petroliere au fost exportate către Germania și aliații ei, în luna septembrie 1918 germanii reușind să readucă producția zilnică la nivelul antebelic.

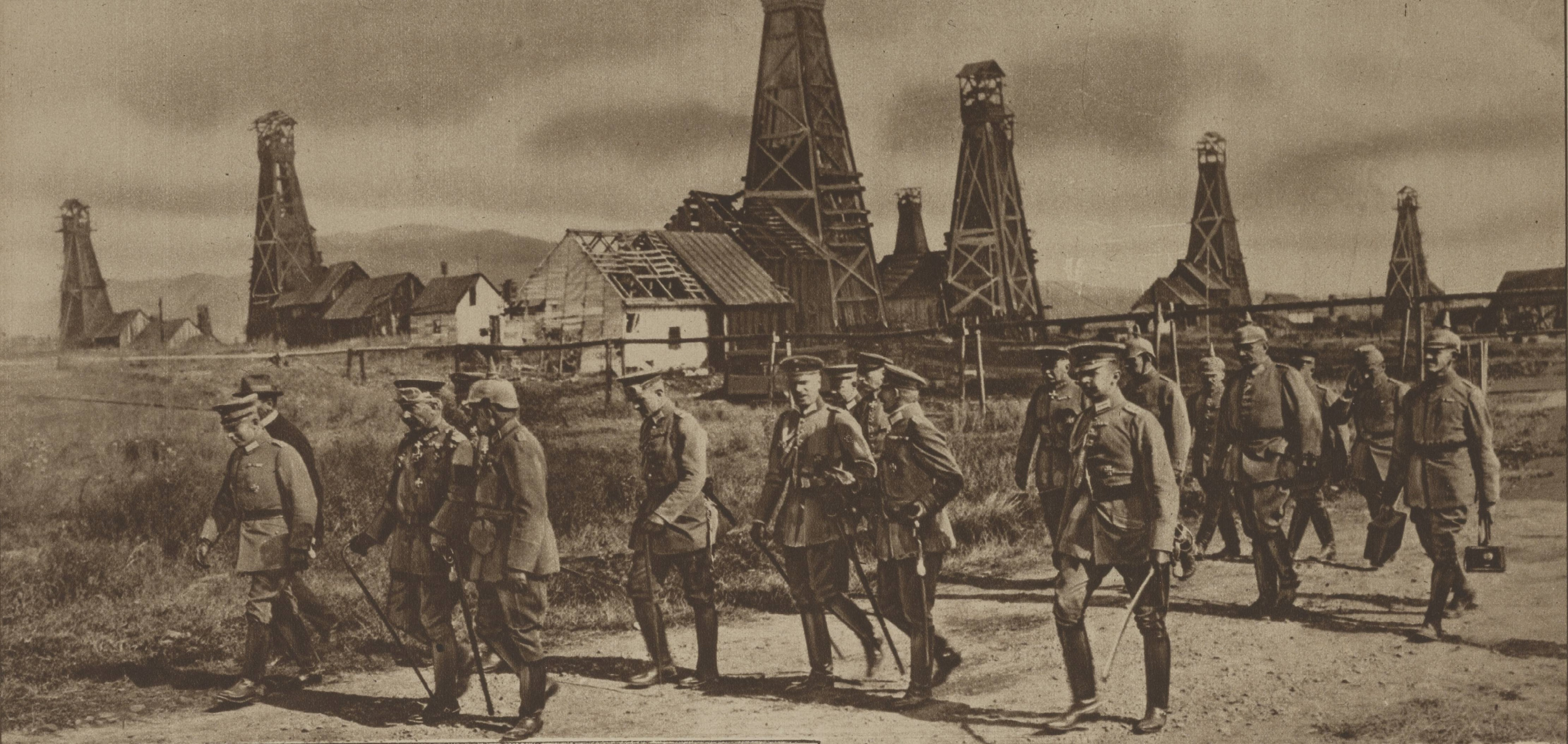
Kaizerul Wilhelm al II-lea, vizitând în toamna anului 1917 în România, puțuri de petrol refăcute de germani.

De asemenea, cu scopul de a mări exporturile către Europa Centrală, în perioada 1917-1918, germanii au dezasamblat două din cele trei linii ale conductei neterminate Ploiești-Constanța, pentru a instala o conductă cu linie dublă pe direcția Ploiești-București-Giurgiu. Aceasta a fost pusă în funcțiune în aprilie 1918.

### Eposul compensațiilor postbelice
În raportul său Grifiths a recunoscut faptul că în condițiile în care și-a desfășurat acțiunile, a fost imposibil să colecteze detalii complete în ceea ce privește diverse aspecte particulare legate de ceea cea distrus (cum ar fi date legate de stocurile de piese de schimb, de proporțiile dintre petrolul brut și cel rafinat, sau date aflate în legătură cu multe alte aspecte). Mai mult, înregistrările pe care el și colegul său francez reușiseră să le facă au fost distruse accidental de flăcări. Lipsa acestor detalii complete urma să reprezinte o problemă în momentul în care compensațiile urmau să fie solicitate.
În același raport, locotenent-colonelul britanic a făcut recomandări generale privind evaluarea din punct de vedere financiar a compensațiilor care ar fi urmat să fie acordate, sugerând să se țină cont de:
- legitimitatea autorităților britanice de a solicita documentele privind situația stocurilor ce erau înregistrate de tribunalele românești în conformitate cu legislația din România;[48]
- necesitatea centralizării bilanțurilor contabile anterioare, a rapoartelor de producție și de stocuri;[48]
- necesitatea expertizării fiecărei rafinării în parte la fața locului, mai ales în condițiile posibile de reconstruire a lor de către germani;[48]
- acordarea cu precauție a redevențelor petroliere, știindu-se că acestea erau deținute în mod uzual de persoane cu influențe politice majore la nivel mondial;[48]
- necesitatea evaluării posibilității de a se ține sau nu cont de valorile costurilor de producție și de vânzare la acel moment;[49]
- particularitățile politicii locale ce necesitau plata prin intermediul unei structuri independente care să se asigure că[48] banii vor ajunge la cei îndreptățiți să-i obțină;[49]
- estimarea sa apropiată de adevăr privind cantitățile de petrol și derivate de petrol distruse;[49]
- faptul că nu s-a putut face la acel moment o estimare totală a valorilor implicate;[49]
- refacerea parțială pe care germanii ar fi făcut-o asupra structurilor industriale.[49]

După război, statul român a solicitat 10.000.000 lire sterline pentru plata pagubelor directe și alte 10.000.000 lire sterline pentru plata pagubelor indirecte. Deși ambasadorul Marii Britanii dăduse anterior repetate asigurări cu privire la compensarea pierderilor pe care guvernul român și companiile petroliere ar fi urmat să le aibă ca urmare a demantelării capacităților de producție și exploatare petrolieră, autoritățile centrale britanice și-au rezervat din timp printr-o notificare adresată părții române, dreptul de a aproba mai întâi cererile de despăgubire care ar fi putut să apară. După sfârșitul Primei Conflagrații s-a început astfel organizarea refacerii obiectivelor distruse printr-un întreg proces care a presupus crearea unor comisii, evaluarea pagubelor, precum și stabilirea metodelor de plată (compensare sau nu cu datoriile pe care le-a înregistrat România).
Griffiths a fost chemat ca martor în numeroase procese pe care firme sau persoane fizice din România au cerut plata despăgubirilor promise de statul englez, mare parte dintre acestea terminându-se în jurul anului 1927. O comisie anglo-română a fost creată în 1922 pentru a evalua pagubele produse, iar rezultatul obținut a fost de aproximativ 10.000.000 de lire sterline. Deși rezultatul juridic al proceselor a fost recunoașterea faptului că România trebuia să primească despăgubiri care să acopere respectiva sumă, totuși la rândul lui statul român trebuia să plătească 40.000.000 de lire sterline pentru armamentul și muniția aferentă pe care le-a primit în timpul războiului. Astfel, Anglia nu a plătit în mod direct nici o liră sterlină ca și despăgubire.

### Efectele pe termen lung
Procesul de refacere postbelică a industriei de extracție și de prelucrare a petrolului a fost extrem de lent, din motive economice și tehnice (în special datorită lipsei de capital, de utilaje și de furnituri). De abia în anul 1924 volumul producției de țiței, capacitatea de prelucrare a rafinăriilor, consumul intern și exportul au ajuns la nivelul antebelic.
Afacerile distruse și oamenii ruinați ca efect al acțiunilor întreprinse în Muntenia în anul 1916, precum și populația înfometată ca urmare a distrugerii rezervelor cerealiere, au constituit ulterior o problemă de conștiință pentru Griffiths, care a spus că doar timpul ar putea să-i dea sau nu dreptate pentru actele de distrugere organizate de el. Mulți români au dorit să se răzbune pe cel care a promis că guvernul său va plăti pentru tot ceea ce s-a distrus. În 27 septembrie 1930 Grifiith s-a sinucis la Cairo, iar circumstanțele ușor învăluite în mister ale decesului au alimentat speculațiile ziarelor care au menționat că el ar fi fost de fapt victima unei răzbunări a românilor. Verdictul oficial a fost însă sinuciderea, cu atât mai mult cu cât un cumul de erori de administrare în propriile sale afaceri, investiții defectuoase, subordonați prost aleși și lipsă de noroc, îl aduseseră între timp în pragul ruinei financiare. Cu toate acestea, presiunea psihologică asupra sa generată de blamarea și târârea prin tribunale și-a pus amprenta asupra lui, contribuind la luarea deciziei radicale de a-și lua viața.
De asemenea, această experiență din Primul Război Mondial a făcut statul român extrem de precaut în ceea ce privește onorarea unor propuneri similare anglo-franceze din perioada 1939-1940, cu atât mai mult cu cât Germania era interesată să prevină un nou asemenea eveniment, mergând chiar până la măsuri militare ce ar fi asigurat cucerirea României. Deși s-a avut din nou în vedere varianta distrugerii infrastructurii petroliere, aceasta a fost considerată doar o ultimă soluție, valabilă doar în cazul unui atac al germanilor susținut de vecinii revizioniști (în special de Uniunea Sovietică și Ungaria). S-au făcut studii și ipoteze de lucru în privința unui asemenea deznodământ, dar nici un moment nu s-a pus din partea României problema intrării în acțiune. Aceasta s-a întâmplat cu atât mai mult cu cât pe măsură ce a înclinat spre cel de-al Treilea Reich, Regatul României a eliminat treptat o asemenea alternativă, stabilind cu germanii măsuri de prevenire a sabotajelor – în același timp în care a negociat cu anglo-francezii. Pe de altă parte, planurile franco-britanice de distrugere a zonelor petrolifere românești din anul 1939, au căutat să prevină de această dată refacerea rapidă a acestora, așa cum se întâmplase în Prima Conflagrație Mondială. Aceste planuri au prevăzut astfel distrugeri într-o manieră cât mai sistematică, precum și blocarea liniei Dunării, ca modalitate de reducere drastică sau de întrerupere a conexiunii fluviale dintre România și Germania.

## Varia
| Alte mărturii și opinii |
| --- |
| A Extras din jurnalul ofițerului român Dimitrie D. Dimăncescu Era acum sfârșit de noiembrie și când ne apropiam de linia Ploiești-Câmpina vedeam un nor negru ivindu-se dintre câmpurile de foraj care fuseseră incendiate pentru a nu fi capturate de inamic. Noaptea, spectacolul vâlvătăilor care se ridicau spre cer era înspăimântător. Ne aflam acum între zidul de foc și germanii care ne presau din spate. Deodată, am întâlnit un ofițer britanic, pe nume Norton Griffiths. În spatele lui erau mai multe camioane cu soldați români. Lui Griffiths îi explodase un cauciuc. Într-o franceză perfectă, m-a informat că era liderul unui grup care incendia sondele și alte instalații petroliere. “ ” C Fragment din discuția purtată între John Norton-Griffiths și generalul George Macdonogh la data de 4 noiembrie 1916 – conform relatărilor consemnate de Anne Morgan în lucrarea biografică dedicată bunicului său. „- Ești un inginer priceput”, i-a spus generalul. „- Dar ce regimente să iau, domnule?” „- Te vei duce singur…” „- Și ce le voi spune proprietarilor câmpurilor petroliere?” „- Poți să le spui că Guvernul britanic se angajează să plătească toate costurile refacerii la sfârșitul războiului. Ai primit puteri speciale în acest sens de la ministrul de Finanțe… La revedere, colonele, și noroc...” “ ” D Fragment dintr-o discuție purtată între E. J. Sadler (directorul rafinăriei Standard Oil) și Cristopher Thompson (atașatul militar britanic la București) – conform relatărilor colonelului Thompson „- O să execuți ordinul, colonele ?” a întrebat el într-un sfârșit. „- Cu siguranță”, am răspuns. „- Bine... E o risipă condamnabilă,” a șoptit el gânditor. Apoi a continuat după o clipă de reflecție. „De vreme de plătește guvernul britanic, o să te ajut. Presupun că Dumnezeu a făcut petrolul, ca să fie ars. Acum sau altă dată, când și unde ? Puțin îmi pasă că-mi arzi petrolul, din moment ce-l plătești.” “ ” E Fragment din amintirile unui membru al Corpului Alpin german Trupele care se apropiau de zona petroliferă au observat că unele cursuri de apă, în special Prahova, erau acoperite cu pelicule groase multicolore de țițe și că, la răsărit tot cerul era negru din cauza fumului și a negurii care se întindea pe 100 de kilometri. “ ” F Constantin Kirițescu despre distrugerea regiunii petrolifere din Muntenia În trei zile cea mai înfloritoare și bogată regiune a țării noastre devenise o ruină jalnică. Jertfisem marele și invidiatul nostru izvor de bogăție. Am făcut-o cu inima plină de durere, dar cu conștiința faptului că aducem un imens serviciu aliaților. “ ” |